# Allegiant Stadium
L'Allegiant Stadium è uno stadio situato a Paradise (Nevada), che ospita le partite casalinghe dei Las Vegas Raiders della NFL e dei UNLV Rebels della NCAA.
Lo stadio ha ospitato le edizioni 2022 e 2023 del Pro Bowl e ha ospitato il Super Bowl LVIII l'11 febbraio 2024.
Al 2022 l'Allegiant Stadium, con i suoi 1,97 miliardi di dollari di costi di costruzione, è il secondo stadio più costoso mai realizzato.

## Descrizione

Logo dell'Allegiant Stadium

Per la progettazione dell'Allegiant Stadium Mark Davis, proprietario della franchigia NFL dei Raiders, scelse di affidarsi allo stesso studio di architettura, il MANICA architecture, che aveva progettato lo stadio che i Raiders avevano precedentemente proposto di costruire a Carson, nell'area di Los Angeles, insieme ai San Diego Chargers.
Davis mantenne molto dello stile di tale progetto dicendosi innamorato del suo design generale.

### Design

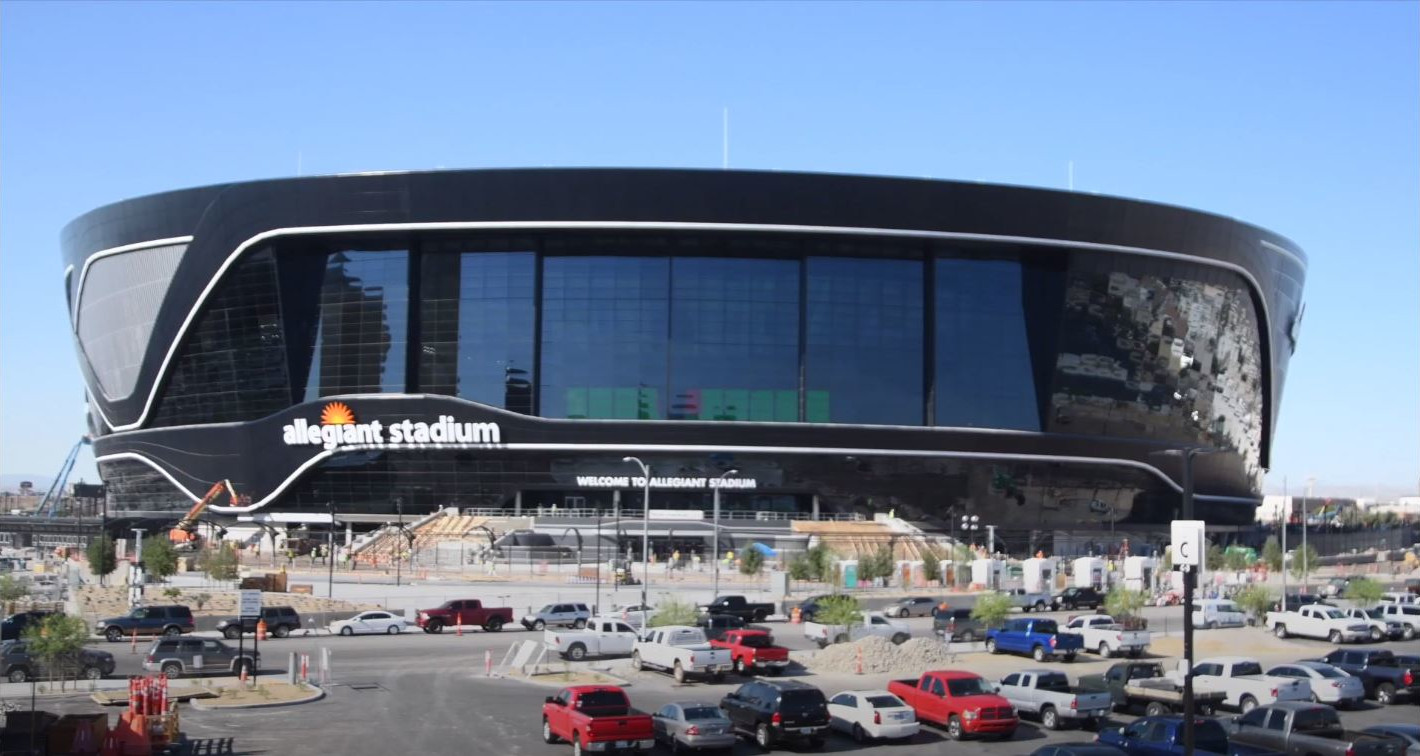
L'Allegiant Stadium con le sue finestre retrattili verso la Las Vegas Strip

L'Allegiant Stadium è uno stadio coperto di 10 livelli con tetto trasparente in ETFE, completamente climatizzato, con i suoi esterni, in colore nero e argento e lunghe file di luci a led, ispirati alle linee distintive di un'auto sportiva, caratteristiche che sono riprese all'interno dello stadio per creare un'estetica unitaria inconfondibilmente rappresentativa del marchio dei Raiders.
Nel lato rivolto verso l'interstatale 15 è installato uno schermo video di 84 metri di diagonale mentre all'estremità nord dello stadio è incorporato un peristilio con grandi porte in vetro azionabili che si aprono per creare una vista panoramica ampia oltre 200 piedi (61 m), senza colonne, sull'iconica strip di Las Vegas.

### Capienza, suite e posti esclusivi
Lo stadio ha una capienza per le partite della NFL di 65.000 posti a sedere e di 61.000 per quelle di calcio, estendibile fino a 71.835 per altri tipi di eventi.
Oltre ai normali posti a sedere lo stadio dispone di 128 suite e 44 palchi privati (loge seat) che sono dotati di numerosi servizi esclusivi influenzati dalla tipica cultura dell'ospitalità di Las Vegas: ad esempio i patii delle suite laterali posti a livello del campo offrono l'accesso al campo a pochi passi da ciascuna squadra o i sedili dei palchi privati dotati di comfort moderni simili a quelli di un posto in prima classe di un aereo di linea e in tutti la possibilità di accedere a servizi di catering esclusivi e avere posti di parcheggio riservati.
Al 2022 le suite hanno costi che vanno da 5.000 a 100.000 dollari a partita,  variando sulla base del tipo di suite, della posizione, dell'avversario e del periodo del campionato, mentre i palchi privati partono da 4.000 dollari a partita.
A gennaio 2023 fu annunciata l'aggiunta di ulteriori suite, anche in previsione del Super Bowl LVIII, che saranno realizzate entro l'inizio della stagione NFL 2023.

### Doppio manto del campo di gioco
L'Allegiant Stadium dispone di un doppio manto del campo di gioco, uno in erba naturale e uno in erba sintetica.
La copertura in erba naturale è scorrevole, e quindi rimuovibile, ed è utilizzata principalmente per le partite dei Raiders. Il manto in erba naturale scorrevole permette di esporlo alla luce solare quando non in uso e di poter utilizzare il campo per altri eventi senza il rischio di danneggiarlo. Direttamente sopra la base del campo da gioco è invece presente un manto fisso in erba sintetica, fondo preferito dagli UNLV Rebels per le partite di football di college. Il contenitore del manto in erba naturale scorre, tramite dei binari, sopra il manto in erba sintetica senza rovinarlo, permettendo quindi questa doppia configurazione del campo.
Il contenitore scorrevole, che ha un peso complessivo di 9.500 tonnellate, è mosso da 76 motori elettrici indipendenti che impiegano 90 minuti per spostarlo completamente.

### Parcheggi
Intorno allo stadio ci sono 2.700 parcheggi e nelle sue immediate vicinanze altri 6.000, mentre nel raggio di 1 miglio (1,6 km) dallo stadio sono disponibili 35.000 parcheggi.

### Al Davis Memorial Torch

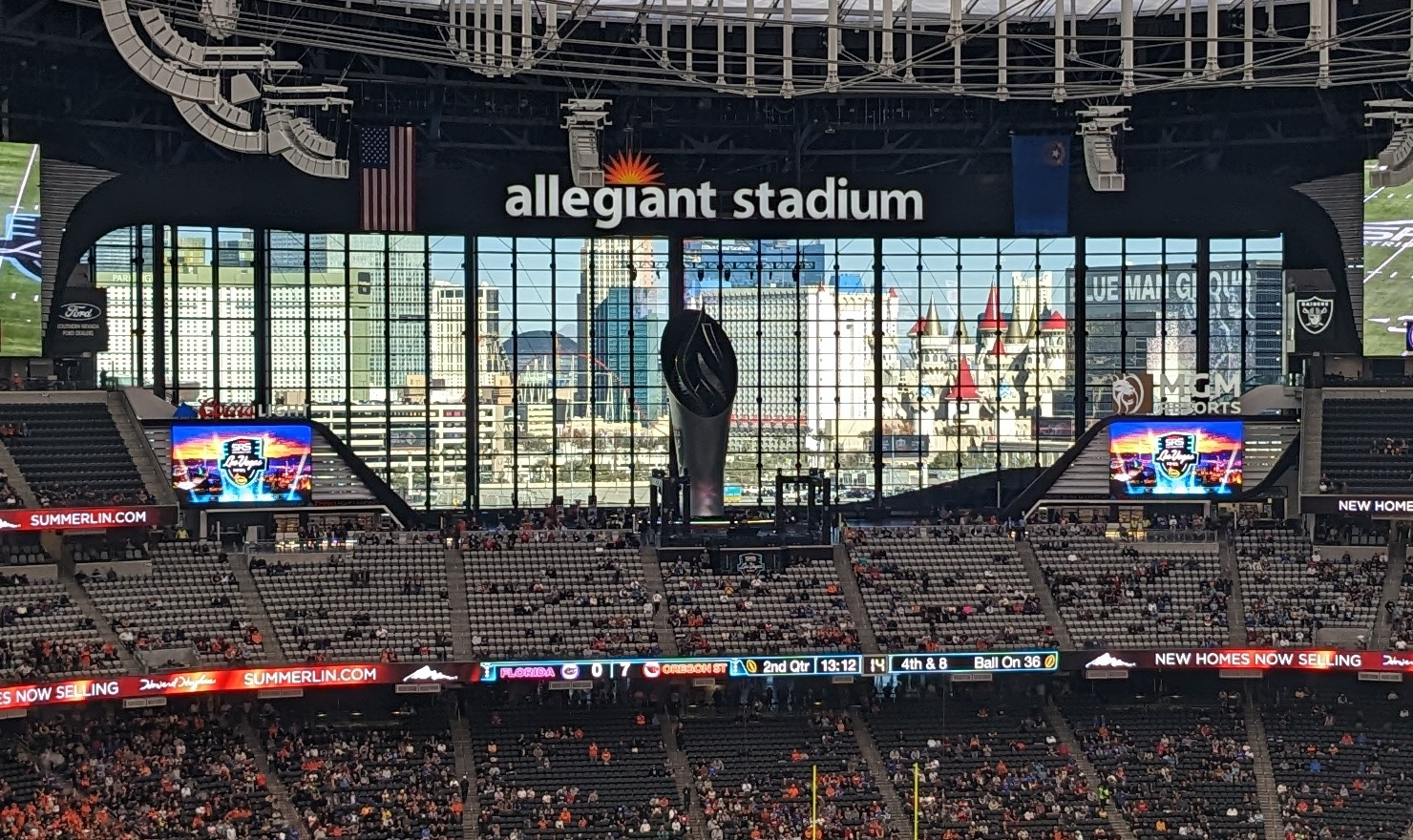
La Al Davis Memorial Torch davanti alle finestre verso la strip di Las Vegas

Nel peristilio nella zona nord dello stadio, a ridosso delle finestre azionabili, è installata la Al Davis Memorial Torch, una grande torre/torcia che viene accesa prima di ogni partita in onore e ricordo di Al Davis, allenatore e proprietario per quasi 40 anni dei Raiders. Fu accesa per la prima volta dalla vedova di Al, Carol Davis.
All'inaugurazione dello stadio, nel 2020, la torcia, con i suoi 92 piedi (28 m) di altezza, era il più alto oggetto al mondo stampato in 3D.

## Storia

### Premessa: la ricerca dei Raiders di una nuova casa

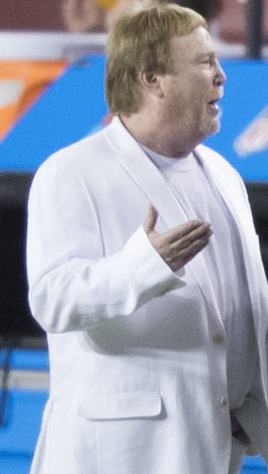
Mark Davis, proprietario dei Raiders, nel 2017

I Raiders, interessati fin dagli anni 80 del ventesimo secolo ad avere uno stadio più grande e moderno, erano bloccati nella possibilità di costruire un nuovo impianto nella loro sede, Oakland, o anche solo nel ristrutturare il vecchio e poco adatto Coliseum.
Lo stadio di Oakland, inaugurato nel 1966 e ristrutturato nel 1996, era considerato da tempo come uno dei peggiori stadi della lega, anche perché era l'ultimo stadio multifunzionale, condiviso tra una squadra della NFL e una della MLB, gli Oakland Athletics, e ciò rendeva impossibile ammodernarlo per soddisfare appieno le moderne esigenze di una squadra di football.
Nel 2010, scaduto l'accordo pluriennale di utilizzo del Coliseum, i Raiders avevano optato per un rinnovo limitato a sole tre stagioni prevedendo altresì la possibilità di rescissione al termine di ogni anno poi, dal 2011 Mark Davis, diventato proprietario dei Raiders ereditando la quota di maggioranza alla morte del padre Al Davis, aveva cercato di trovare una nuova città dove spostare la squadra.
Nel 2011 i Raiders avevano discusso con i San Francisco 49ers la possibilità di condividere il nuovo stadio da costruire a Santa Clara nella Bay Area. Nel 2014 da un lato i Raiders avevano valutato di trasferirsi a San Antonio in Texas e dall'altro la NFL aveva contemplato la possibilità di spostare la squadra a St. Louis in Missouri, nell'ottica di ripagare la città dall'eventuale perdita dei St. Louis Rams che progettavano di spostarsi a Los Angeles.
La metropoli californiana era però la meta preferita anche dei Raiders, che già vi avevano giocato nel periodo 1982—1994 raccogliendo successi e lasciandovi un'ampia base di tifosi, e così la squadra di Davis nel 2015 preparò insieme ai San Diego Chargers il progetto di un nuovo stadio da 1,7 miliardi di dollari da costruire a Carson.
Il 5 gennaio 2016 i Raiders presentarono alla NFL la loro candidatura ufficiale per spostarsi a Los Angeles ma lo stesso fecero i Chargers e i Rams, con quest'ultimi che avevano in programma la costruzione di un nuovo stadio a Inglewood.
Il 12 gennaio 2016 i proprietari delle squadre NFL decisero di concedere lo spostamento a Los Angeles ai Rams e di dare altresì un anno di tempo ai Chargers per decidere se trasferirsi lì anche loro, condividendo il nuovo stadio con i Rams, e nel caso i Chargers avessero rifiutato allora sarebbe toccato ai Raiders valutare tale possibilità.
Davis commentò tale risultato, che di fatto chiudeva definitivamente la strada ai Raiders per un ritorno a Los Angeles, dicendo che era arrivato terzo in una corsa a tre.
I Raiders pagarono probabilmente che nel periodo in cui erano stati a Los Angeles da un lato Al Davis, col suo carattere forte e a volte burbero, si era creato varie inimicizie influenti e, dall'altro, l'accostamento dell'immagine della squadra al fenomeno delle gang di strada, situazione che la lega non voleva far ripetere.

### Progettazione e approvazione

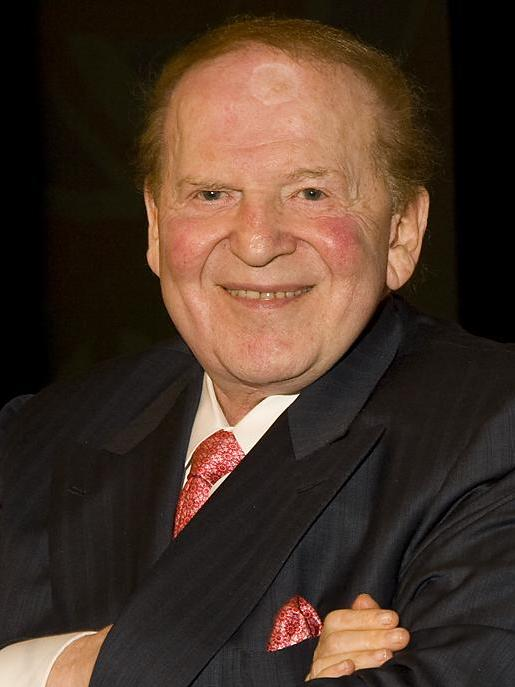
Sheldon Adelson nel 2020

Nel gennaio 2016 divenne noto l'interesse della Las Vegas Sands dell'influente magnate Sheldon Adelson nello sviluppare un nuovo stadio nell'area di Las Vegas in collaborazione con la Majestic Realty, società per lo sviluppo di progetti immobiliari, e l'Università del Nevada a Las Vegas (UNLV) che, sin dal 2011, era interessata alla sostituzione del suo attuale stadio, il Sam Boyd Stadium.
Il 29 gennaio 2016 Mark Davis si recò a Las Vegas per incontrare Adelson e altre importanti figure locali per parlare del progetto del nuovo stadio. Arrivata pochi giorni dopo la cocente delusione del negato trasferimento a Los Angeles, l'opportunità di spostarsi a Las Vegas interessava molto ai Raiders ma era strettamente condizionata alla costruzione del nuovo stadio, non essendo né il Sam Boyd Stadium né altri stadi nel Nevada abbastanza grandi per gli standard della NFL.
Il 21 marzo 2016, a margine della riunione dei proprietari delle squadre della NFL, Davis dichiarò di credere percorribile l'idea di spostare la squadra a Las Vegas, sebbene molti altri proprietari non la considerassero fattibile. Questo tipo di dubbi derivavano dalla considerazione che la NFL offre un campionato a misura di famiglie e quindi Las Vegas, la cosiddetta "Città del peccato", con i suoi casinò, i suoi centri scommesse, le sue attrazioni di divertimento per gli adulti, i suoi bordelli autorizzati (il Nevada è l'unico stato degli USA dove la prostituzione è legale), la sua economia non fondata su solide basi industriali o finanziarie ma dipendente dalle volubili preferenze dei turisti, non era certo tra le opzioni più adatte su cui puntare. La diffidenza della NFL verso quanto rappresentato da Las Vegas era, ad esempio, nelle regole, adottate da anni, che vietavano a giocatori e altri membri di una squadra di frequentare durante la stagione i casinò dove si scommette su eventi sportivi.

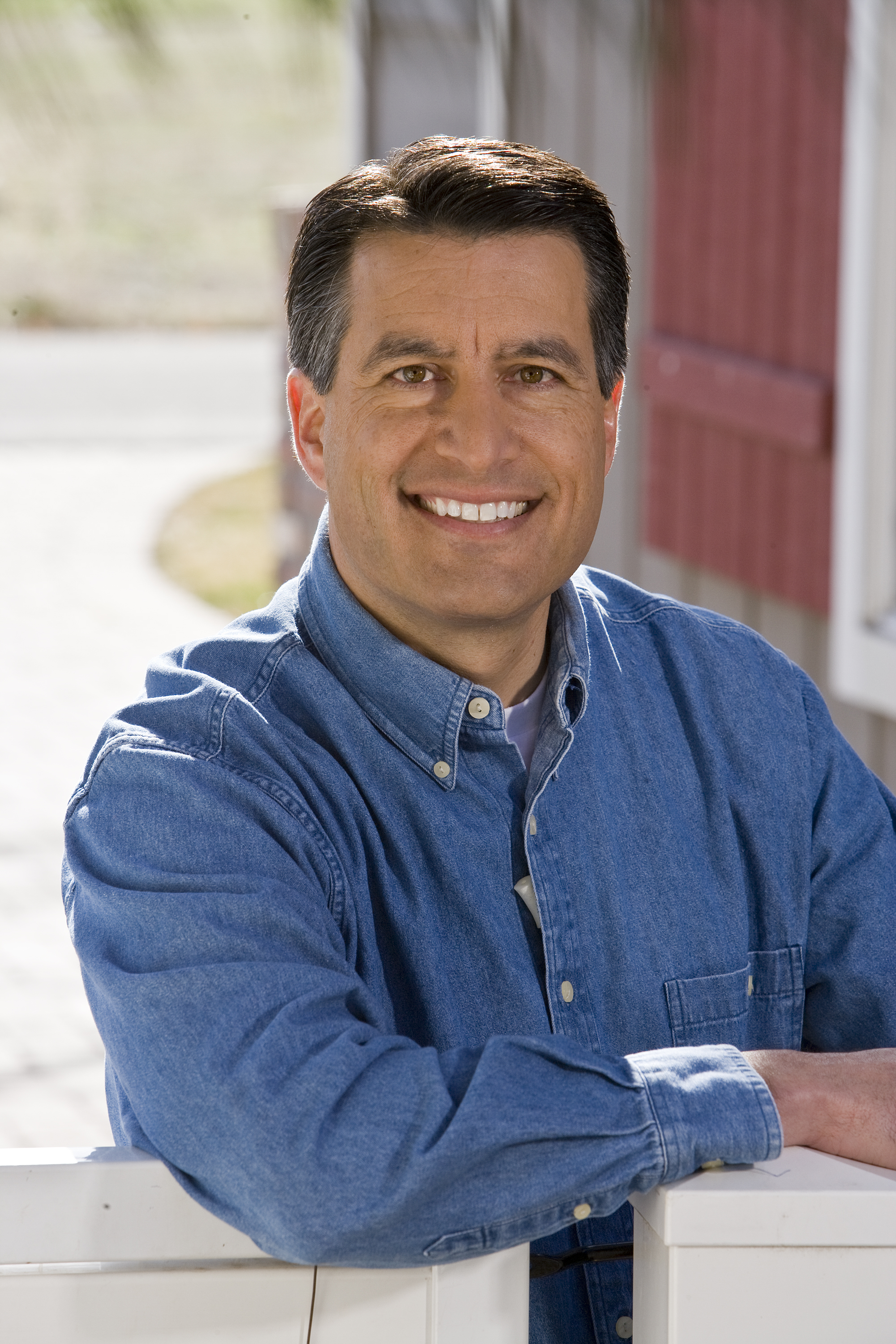
Il governatore del Nevada Brian Sandoval che fece approvare la speciale tassazione sugli hotel per finanziare la costruzione dello stadio

Davis però confermò con i fatti la sua idea ed incontró prima il governatore del Nevada Brian Sandoval per parlare del piano del nuovo stadio, convincendolo ad appoggiare l'idea, e di seguito, il 1º aprile 2016, si confrontò con i vertici della UNLV e visitò il Sam Boyd Stadium per valutare un suo eventuale utilizzo temporaneo come stadio casalingo dei Raiders.
Il 28 aprile 2016 Davis annunciò di voler spostare i Raiders a Las Vegas e di mettere a disposizione 500 milioni di dollari per la costruzione del nuovo stadio coperto dal valore complessivo di 1,4 miliardi di dollari. Davis dichiarò che con questa operazione lo Stato d'Argento (il Nevada) si sarebbe trasformato nello Stato d'Argento e Nero (i colori dei Raiders).
Nella primavera 2016 il consiglio di amministrazione della Las Vegas Sands non accettò la proposta avanzata da Adelson per finanziare la costruzione del nuovo stadio. Adelson decise allora di proseguire privatamente nel progetto, impegnandoci 650 milioni di dollari delle sue ricchezze personali.
Il 25 agosto 2016 i Raiders registrarono il marchio "Las Vegas Raiders" e, lo stesso giorno, furono pubblicati i primi rendering del progetto del nuovo stadio. Il 15 settembre 2016 la Commissione per le infrastrutture turistiche del Sud Nevada votó per raccomandare un finanziamento di 750 milioni di dollari per il nuovo stadio di Las Vegas.
Il 19 settembre 2016 Roger Goodell, commissario della NFL, dichiarò che c'era ancora molto da fare prima che la NFL potesse approvare lo spostamento dei Raiders a Las Vegas.
Nel mese di settembre 2016 la lista dei possibili siti di costruzione, precedentemente arrivata fino a nove, fu ridotta a due, entrambi lungo la Las Vegas Strip nella contea di Clark: un sito nelle vicinanze del Mandalay Bay e l'altro a ovest dell'interstatale 15.
Ad inizio ottobre 2016 la Majestic Realty rivelò di aver abbandonato il progetto del nuovo stadio, ormai totalmente gestito da Mark Davis.
Nel mese di ottobre 2016 il governatore del Nevada Sandoval convocó una sessione speciale del parlamento statale per discutere della proposta del nuovo stadio e di altre attività turistiche. La proposta di legge per finanziare la costruzione del nuovo stadio fu approvata e Sandoval la emanó il 17 ottobre 2016.
La legge permise alla contea di Clark di incrementare la propria tassa sugli hotel per raccogliere i 750 milioni di dollari per finanziare l'opera. La stessa legge istituí la Las Vegas Stadium Authority (LVSA), organismo pubblico demandato alla costruzione, allo sviluppo e l'operatività di uno stadio per la NFL nella contea di Clark.
Il 19 gennaio 2017 i Raiders presentarono ufficialmente alla NFL la richiesta per spostarsi da Oakland a Las Vegas. Una settimana dopo, Il 26 gennaio 2017, i Raiders avanzarono alla LVSA la proposta di leasing per il nuovo stadio: la squadra aveva scelto il sito vicino l'interstatale 15 e proponeva di pagare un affitto di un dollaro e di avere il controllo sul nome del nuovo stadio e i relativi possibili introiti di sponsorizzazione.
Il 30 gennaio 2017 però Adelson abbandonò il progetto, facendo venir meno il suo contributo di 650 milioni di dollari e, lo stesso giorno, abbandonò anche Goldman Sachs, che aveva pianificato di partecipare al finanziamento. Il progetto era quindi a rischio dovendo ora i Raiders incrementare il loro contributo da 500 milioni a 1,15 miliardi di dollari. La decisione di Adelson fu dovuta al fatto che si sentí tagliato fuori dal progetto da parte dei Raiders che avevano presentato la proposta di leasing alla LVSA senza consultarlo minimamente.
Il 6 marzo 2017 i Raiders informarono che Bank of America avrebbe erogato un prestito di 650 milioni di dollari a copertura della parte di finanziamento lasciata scoperta dall'abbandono di Adelson.
Il 27 marzo 2017 i proprietari delle squadre della NFL votarono 31–1 a favore dello spostamento dei Raiders da Oakland a Las Vegas. I Raiders annunciarono contestualmente che avrebbero continuato a giocare a Oakland per le stagioni 2017 e 2018. In seguito si accordarono col gestore dello stadio californiano anche per la stagione 2019 con un'opzione sul 2020.
Il 1º maggio 2017 i Raiders acquistarono, per 77,5 milioni di dollari, il terreno di 62 acri (25 ha) dove far sorgere lo stadio nel sito scelto vicino l'interstatale 15. Il 18 maggio 2017 la Las Vegas Stadium Authority approvó il contratto di leasing con i Raiders, con una durata di 30 anni e 4 successive estensioni opzionali di 5 anni l'una.

### Costruzione

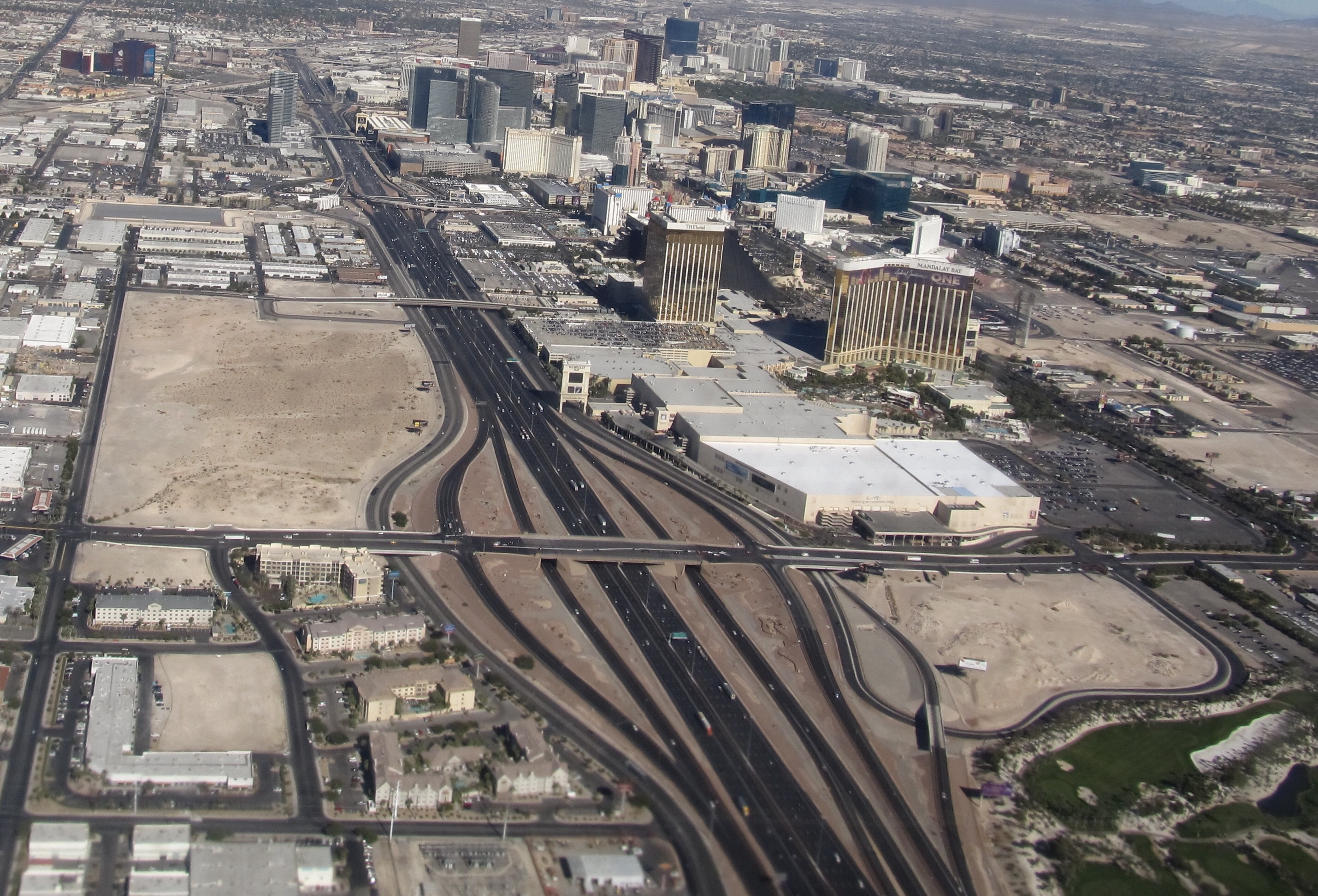
Il sito scelto per la costruzione dello stadio tra l'interstatale 15 e la Las Vegas Strip a dicembre 2017

Il 18 maggio 2017 fu annunciato che i lavori di costruzione dello stadio sarebbero stati affidati ad una joint venture tra la Mortenson Construction di base a Minneapolis, che aveva lavorato per la realizzazione dell'U.S. Bank Stadium, e la locale McCarthy Building di Henderson.
I lavori di preparazione del sito di costruzione dello stadio presero avvio il 18 settembre 2017 mentre il 13 novembre 2017 si tenne la cerimonia ufficiale di inizio lavori, previsti da completare entro il 2020, alla presenza del commissario della NFL Goodell, del proprietario dei Raiders Davis e dei principali rappresentanti degli enti governativi della città di Las Vegas e dello Stato del Nevada.
Il 27 agosto 2018 la contea di Clark diede un nuovo indirizzo allo stadio: l'originale 5617 Dean Martin Drive fu ribattezzato nel 3333 Al Davis Way, in onore dell'ex allenatore e proprietario dei Raiders e padre di Mark.

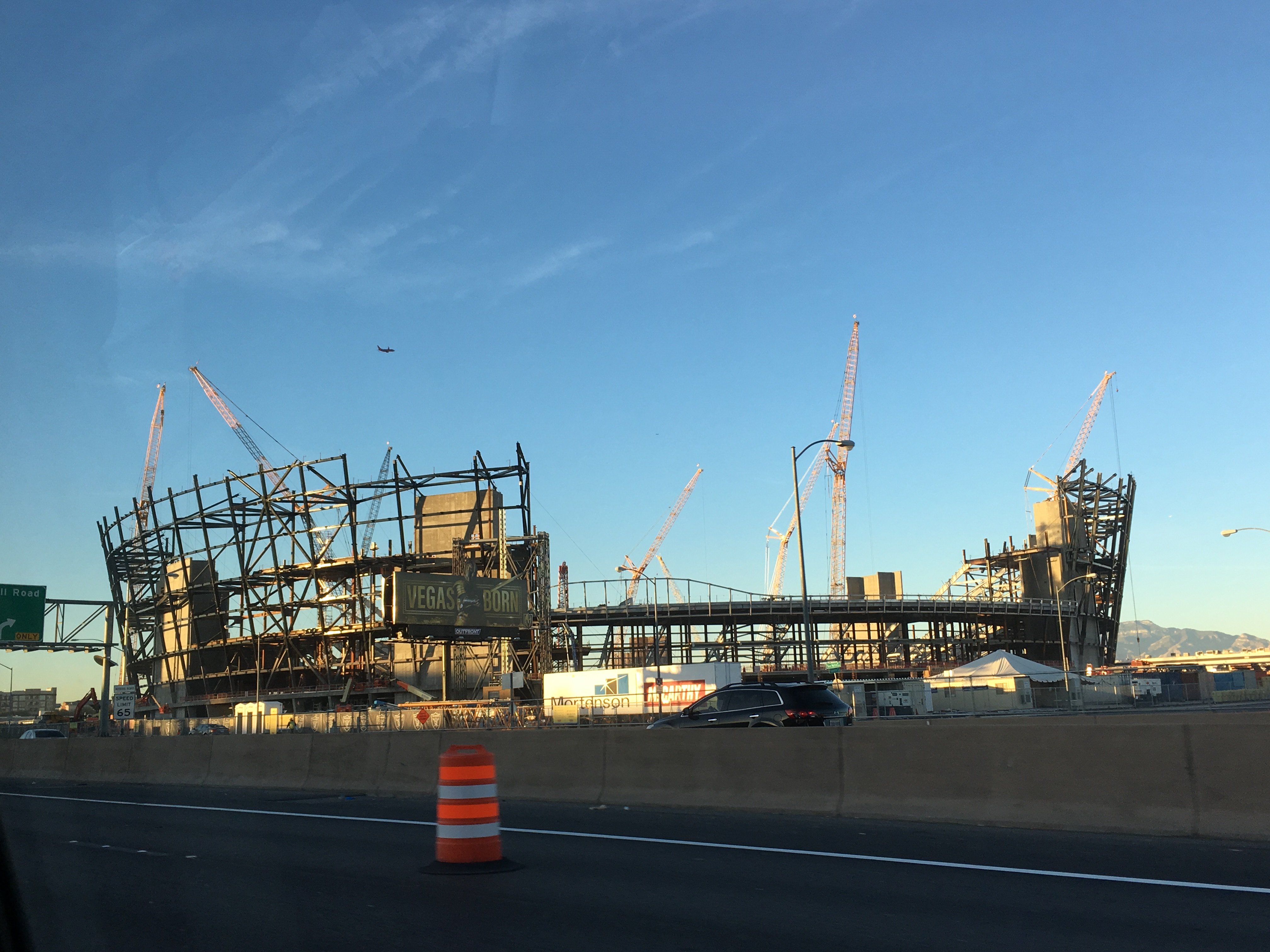
Lo stadio a dicembre 2018

Il 24 maggio 2019 fu annunciata l'aggiunta nella zona sud di 20 suite addizionali, operazione per rendere lo stadio più appetibile per ospitare un Super Bowl.

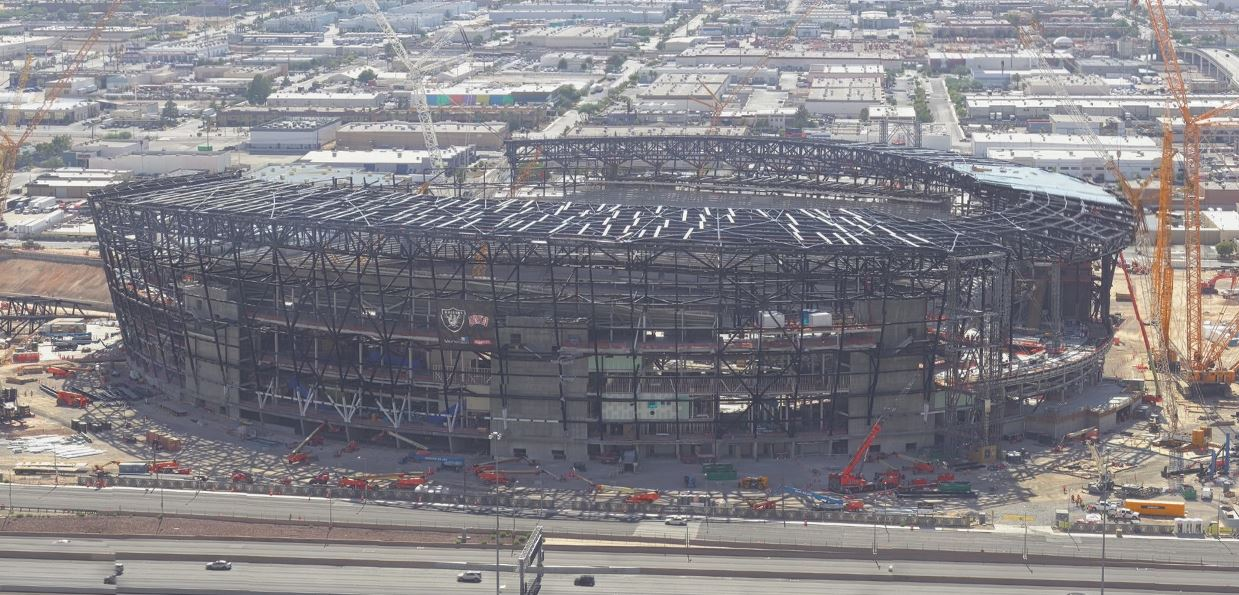
Il cantiere dell'Allegiant Stadium a luglio 2019

Durante la costruzione dello stadio i Raiders pubblicarono una serie di video intitolata "From the Ground Up", con narratore Mike Rowe di Lavori Sporchi, per raccontare le tecniche, le tecnologie, i problemi e le soluzioni ingegneristiche e le vite delle persone impegnate nell'impresa.
Il 5 agosto 2019 venne annunciato che lo stadio, fino ad allora noto come Las Vegas Stadium, sarebbe stato rinominato Allegiant Stadium, dopo che i Raiders strinsero un accordo con la compagnia di voli Allegiant Air per i diritti sul nome della durata di 30 anni.

### Apertura e restrizioni per la pandemia da COVID-19
Il 31 luglio 2020 l'Allegiant Stadium fu dichiarato completato e certificata l'agibilità, essendo rimasti da terminare solo alcuni lavori secondari previsti da concludere entro il mese di ottobre 2020, e quindi fu reso disponibile per l'utilizzo.
Il 21 agosto 2020 i Raiders hanno svolto il loro primo allenamento a porte chiuse nello stadio e nell'occasione Mark Davis ha soprannominato la nuova casa della sua squadra "The Death Star", aggiungendo in seguito che "È un nome che almeno dà [ai giocatori] l'idea di uscire in campo e prendere a calci in culo qualcuno".
L'apertura dello stadio fu resa complicata dalla pandemia da COVID-19: l'evento di inaugurazione avrebbe dovuto essere un concerto di Garth Brooks previsto per il 22 agosto 2020 che però, a causa della pandemia, fu rimandato al febbraio 2021.
I Raiders, dichiarando di voler proteggere la salute degli spettatori e della comunità, decisero di non far partecipare i tifosi alle loro partite per l'intera stagione 2020.
Il 21 settembre 2020 l'Allegiant Stadium ha ospitato il suo primo evento in assoluto, la partita del Monday Night Football della settimana 2 della stagione NFL 2020, giocata senza spettatori, che ha visto i Raiders sconfiggere i New Orleans Saints per 34–24.
Il 31 ottobre 2020 la gara di football college degli UNLV Rebels contro i Nevada Wolf Pack fu il primo evento con pubblico ospitato dal nuovo stadio, anche se in numero limitato: nelle gare dei Rebels furono ammessi al massimo 2.000 spettatori, ovvero il 3% dei 65.000 posti disponibili, e disposti in zone separate da circa 25 piedi (7,6 m) e con non più di 250 spettatori per zona.
Il 14 agosto 2021 fu tenuta una cerimonia di taglio del nastro per la prima volta che i tifosi dei Raiders poterono entrare all'Allegiant Stadium, per assistere alla partita di precampionato contro i Seattle Seahawks vinta 20–7 davanti a 50.101 spettatori.
La prima partita di campionato dei Raiders col pubblico fu giocata il 13 settembre 2021, nel Monday Night Football della settimana 1 della stagione NFL 2021, vinto 33–27 nel tempo supplementare contro i Baltimore Ravens davanti a 61.756 spettatori. Per l'accesso allo stadio ai tifosi fu richiesto di mostrare la prova dell'avvenuta vaccinazione anti COVID-19 oppure di ricevere la vaccinazione direttamente allo stadio e, solo in questo caso, indossare anche una mascherina. Furono circa 50.000 le persone che scaricarono l'apposita applicazione per smartphone per certificare online il loro stato vaccinale per entrare allo stadio, mentre circa 6.000 persone si vaccinarono per poter vedere la partita, di cui 300 direttamente allo stadio prima dell'incontro.
Nel 2021 l'Allegiant Stadium ha ospitato complessivamente 1.016.859 spettatori di cui circa la metà per le nove partite dei Raiders (468.858) e le sei dei Rebels (93.652) e l'altra metà tra le varie altre manifestazioni sportive, concerti ed eventi privati.
Nel 2022 le presenze sono aumentate del 70%, raggiungendo circa 1,7 milioni di spettatori: 650.000 richiamati dai 15 concerti, 496.000 per le partite dei Raiders, 80.000 per quelle dei Rebels, 340.000 per le altre manifestazioni sportivi e 90.000 per gli eventi privati.

## Costi, finanziamenti e ritorno economico

### Costi di costruzione
Il costo complessivo originale previsto per la costruzione dell'Allegiant Stadium era di 1,8 miliardi di dollari ma nel corso del 2019 tale costo subì due incrementi, dovuti però alla maggiore disponibilità di liquidità dei Raiders, derivata dai ricavi della prevendita dei posti e delle sponsorizzazioni che furono superiori alle previsioni, e che fu impiegata per l'aggiunta di nuovi spazi e migliorie.
Il costo finale per la realizzazione dello stadio arrivò così a 1,97 miliardi di dollari.
Di questi circa 78 milioni di dollari furono spesi per l'acquisto del sito di costruzione, 234 milioni per la progettazione, 1,33 miliardi per la costruzione vera e propria dello stadio, 123 milioni per arredi, infissi e attrezzature e 31 milioni in infrastrutture.

### Finanziamento dell'opera

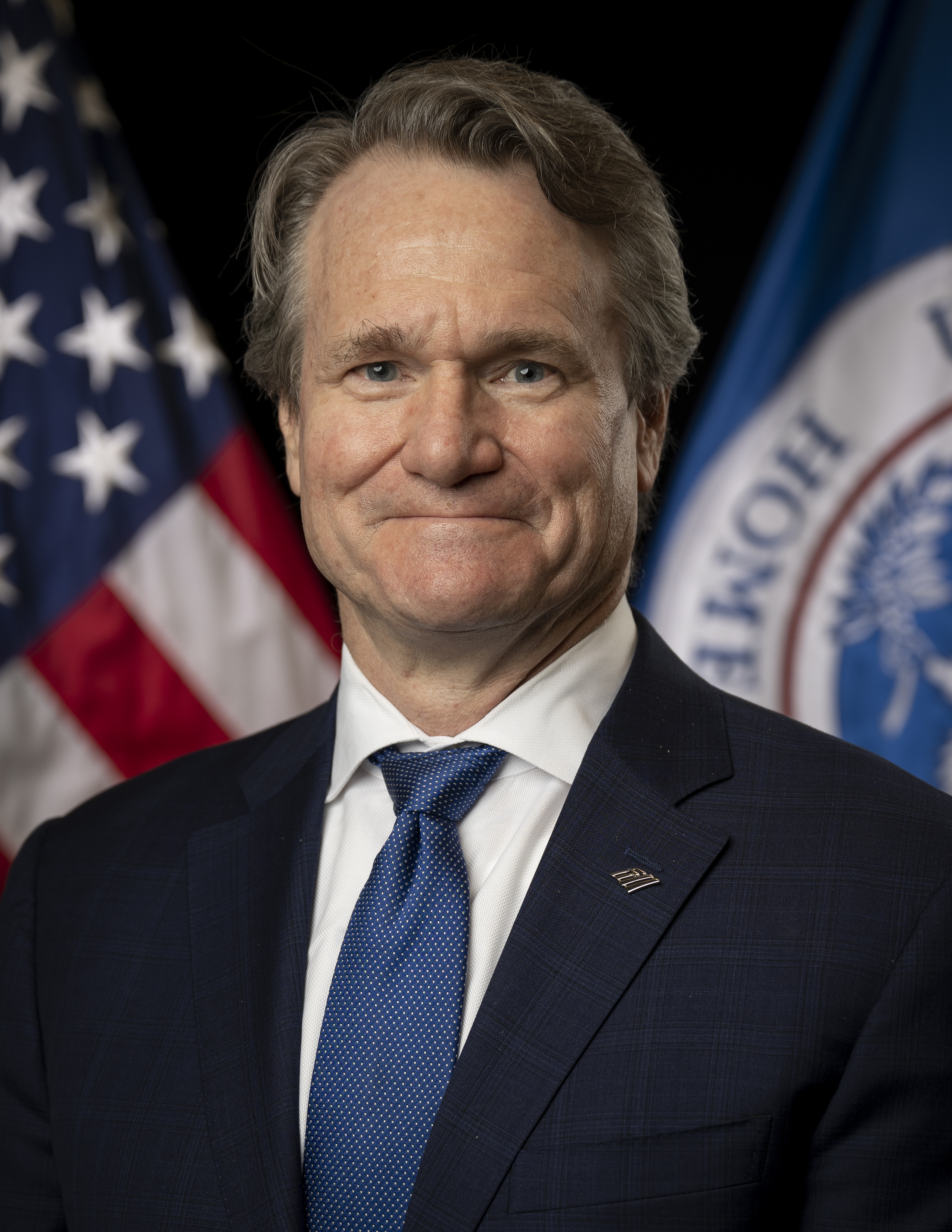
Brian Moynihan, CEO di Bank of America che prestò 650 milioni di dollari ai Raiders per finanziare la costruzione

I fondi per finanziare la costruzione dell'Allegiant Stadium vennero per 750 milioni di dollari da sovvenzioni pubbliche e per 1,15 miliardi di dollari dai Raiders.
I fondi pubblici vennero da bond comunali emessi dalla contea di Clark e coperti dalla speciale tassazione sugli hotel dell'area di Las Vegas, effettiva da marzo 2017. Ad aprile 2018 tutti i bond emessi furono acquistati in meno di 90 minuti, per un totale di 645 milioni di dollari. Tra metà 2021 e metà 2022, con le presenze negli hotel dell'area tornate via via ai livelli precedenti alla pandemia da COVID-19, le tasse per ripagare i bond hanno generato un ritorno dai 3,3 ai 5,3 milioni di dollari al mese e complessivamente da marzo 2017 hanno raccolto 224,6 milioni di dollari, il 2,4% in più di quanto preventivato.
Il contributo fornito dai Raiders incluse 650 milioni di dollari prestati dalla Bank of America, 200 milioni di dollari prestati dalla NFL attraverso l'apposito fondo per gli stadi e 300 milioni di dollari dagli introiti per la vendita delle licenze sui posti personali (personal seat license, ossia la vendita ad un tifoso del diritto di acquisto, stagione dopo stagione, dell'abbonamento per uno specifico posto allo stadio), i diritti sul nome dello stadio (venduti all'Allegiant Air) e le sponsorizzazioni.

### Ritorno economico

#### Per i Raiders
Lo sforzo finanziario per la costruzione dell'Allegiant Stadium è stato per i Raiders, che da decenni cercavano di spostarsi da Oakland e approdare in una realtà più ricca e con maggiore possibilità di crescita, sicuramente conveniente sia dal punto di vista sportivo che economico.
Secondo Forbes il valore della squadra nel primo anno a Las Vegas (il 2020), malgrado l'impossibilità di sfruttare appieno il nuovo stadio a causa delle limitazioni date dalla pandemia da COVID-19, si è incrementato del 10% mentre nel secondo anno (il 2021) l'incremento è stato del 49%, passando da 3,4 miliardi di dollari a 5,1 miliardi, facendo dei Raiders la 9ª squadra per valore della NFL e si è enormemente allargata la sua appetibilità da parte di nuovi investitori.
Nella stagione 2021 inoltre i Raiders hanno avuto l'incasso maggiore dalla vendita dei biglietti di tutte le squadre della NFL (119 milioni di dollari) con il più alto costo medio del biglietto (153 dollari) nonché il maggior mercato in termini di vendita secondaria dei biglietti, con un valore medio del biglietto rivenduto di 691 dollari.

#### Per la città di Las Vegas
Contrastanti invece all'inizio le valutazioni sul ritorno prodotto sul versante pubblico: la contea di Clark infatti non riceve alcuna quota dalla vendita dei biglietti dello stadio o dal suo affitto, essendo questo incompatibile con la formula utilizzata per i bond emessi e garantiti da una speciale tassa.
In fase di approvazione dell'operazione i sostenitori hanno argomentato che il finanziamento pubblico era giustificato dal conseguente incremento delle attività economiche connesse al nuovo stadio, e dalle relative tasse. Di contro i critici dell'operazione hanno sostenuto che le proiezioni di crescita economica che avrebbe prodotto il nuovo stadio erano sovrastimate basandosi su assunzioni troppo ottimistiche.
I numeri registrati dopo l'apertura, una volta superate le limitazioni dovute alla pandemia da COVID-19, hanno confermato l'impatto positivo del nuovo stadio sull'economia dell'area: nei sei mesi della seconda metà del 2021 gli eventi organizzati allo stadio hanno attirato a Las Vegas un milione di visitatori, di cui 400.000 non per le partite dei Raiders.
Nel primo apposito report pubblicato dai Raiders sull'impatto dello stadio sulla città è riportato che il ritorno economico complessivo, dall'apertura dell'impianto fino a tutto il 2023, è stato di 2,29 miliardi di dollari, di cui 128 milioni in maggiori tasse, con 1,52 milioni di visitatori in più di cui 88% venuto appositamente per un evento allo stadio.

## Controversie legali
Il 2 dicembre 2018 la città di Oakland citò in giudizio davanti ad una corte federale la NFL per il trasferimento dei Raiders a Las Vegas. L'accusa mossa era che la lega e le 32 squadre professionistiche avessero violato le leggi antitrust federali operando come un cartello per incrementare le spese a carico delle città per ospitare una squadra. Oakland non chiedeva di annullare lo spostamento dei Raiders a Las Vegas ma di rifondere i minori guadagni dovuti a tale spostamento, in termini finanziari e di tasse, stimati in 378 milioni di dollari.
Il 1º maggio 2020 la richiesta di Oakland fu respinta da un giudice federale e poi, il 2 dicembre 2021, dalla 9ª corte d'appello federale di San Francisco.
A giugno 2022 Oakland, considerato che invece in una causa simile intentata da St. Louis per lo spostamento dei Rams era stata data ragione alla città e quindi si manifestavano linee di giudizio diverse, provò a far discutere il caso davanti alla Corte Suprema.

## Riconoscimenti
- A novembre 2020 l'Allegiant Stadium ha vinto il premio della World Football Summit (WFS) come migliore impianto[137].
- A marzo 2022 è stato premiato con l'Engineering News-Record’s (ENR) 2021 per il settore Sport ed Intrattenimento[138].
- Ad agosto 2022 in un sondaggio fatto dalla NFL via Twitter l'Allegiant Stadium è stato votato come miglior stadio della divisione AFC West[139].

## Utilizzatori ed eventi
L'Allegiant Stadium dalla sua inaugurazione nella stagione 2020 è lo stadio casalingo delle squadre di football americano dei Las Vegas Raiders della NFL e degli UNLV Rebels della NCAA.
I Raiders vi giocano 8 o 9 partite del campionato regolare da metà settembre a metà gennaio, mentre i Rebels vi giocano 6 partite tra settembre e novembre.
Durante tutto l'anno lo stadio ospita però molti altri eventi di carattere sportivo e non.

### NFL

#### Super Bowl LVIII

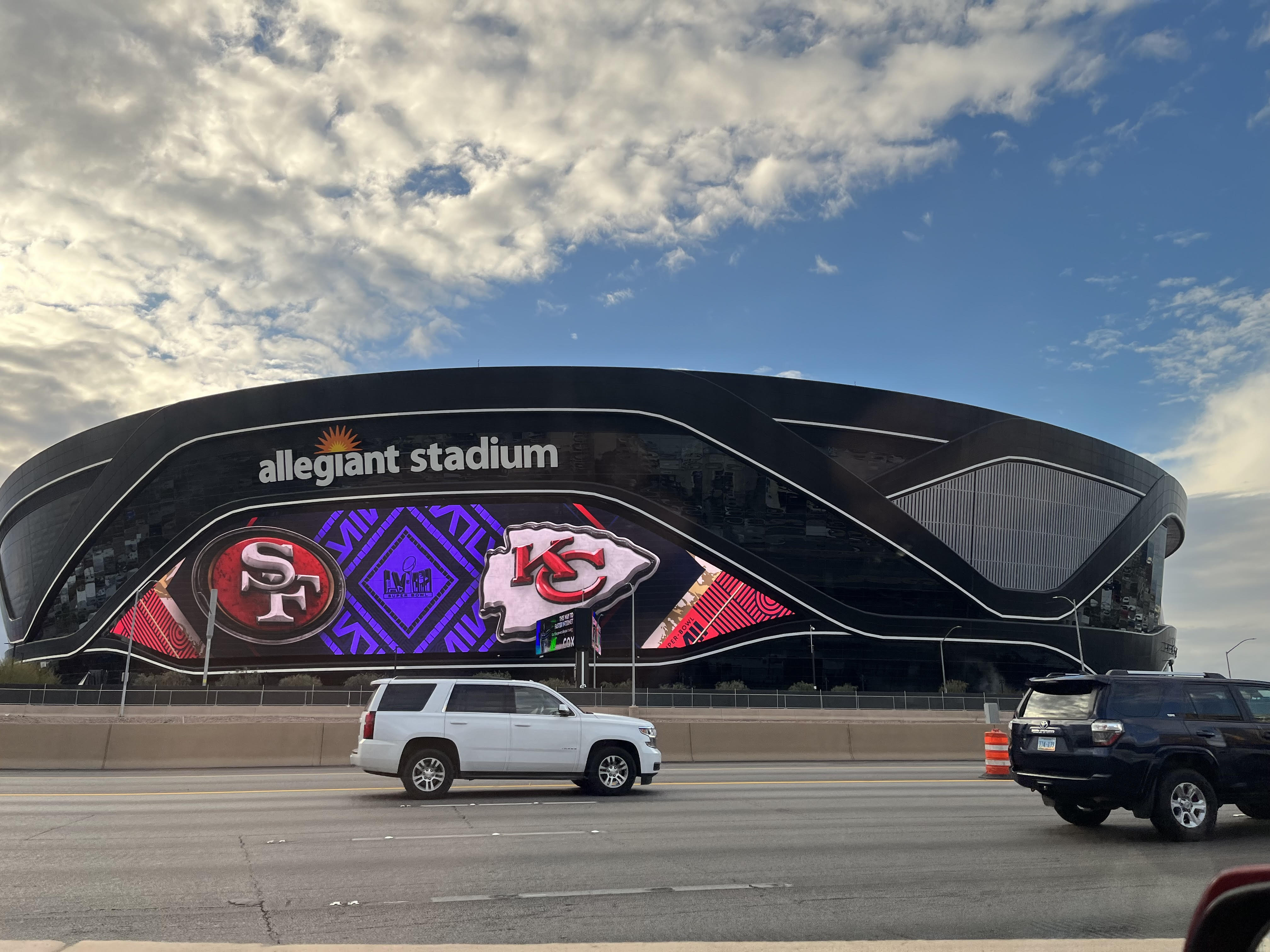
L'esterno dello stadio per il Super Bowl LVIII

L'Allegiant Stadium ha ospitato il Super Bowl LVIII l'11 febbraio 2024 che ha visto i Kansas City Chiefs vincere 25-22 sui San Francisco 49ers ai tempi supplementari. Per l'occasione è stata accesa la Al Davis Memorial Torch dai tre MVP dei Super Bowl vinti dai Raiders nella loro storia: Jim Plunkett, Marcus Allen e Fred Biletnikoff.

#### Pro Bowl 2022
Il 16 giugno 2020 la NFL annunciò che l'Allegiant Stadium avrebbe ospitato l'edizione 2021 del Pro Bowl. A causa delle restrizioni date dalla pandemia da COVID-19 la gara fu spostata al 2022. La partita si è tenuta il 6 febbraio 2022 e ha visto la squadra della AFC imporsi su quella della NFC 41-35.

#### Pro Bowl Games 2023

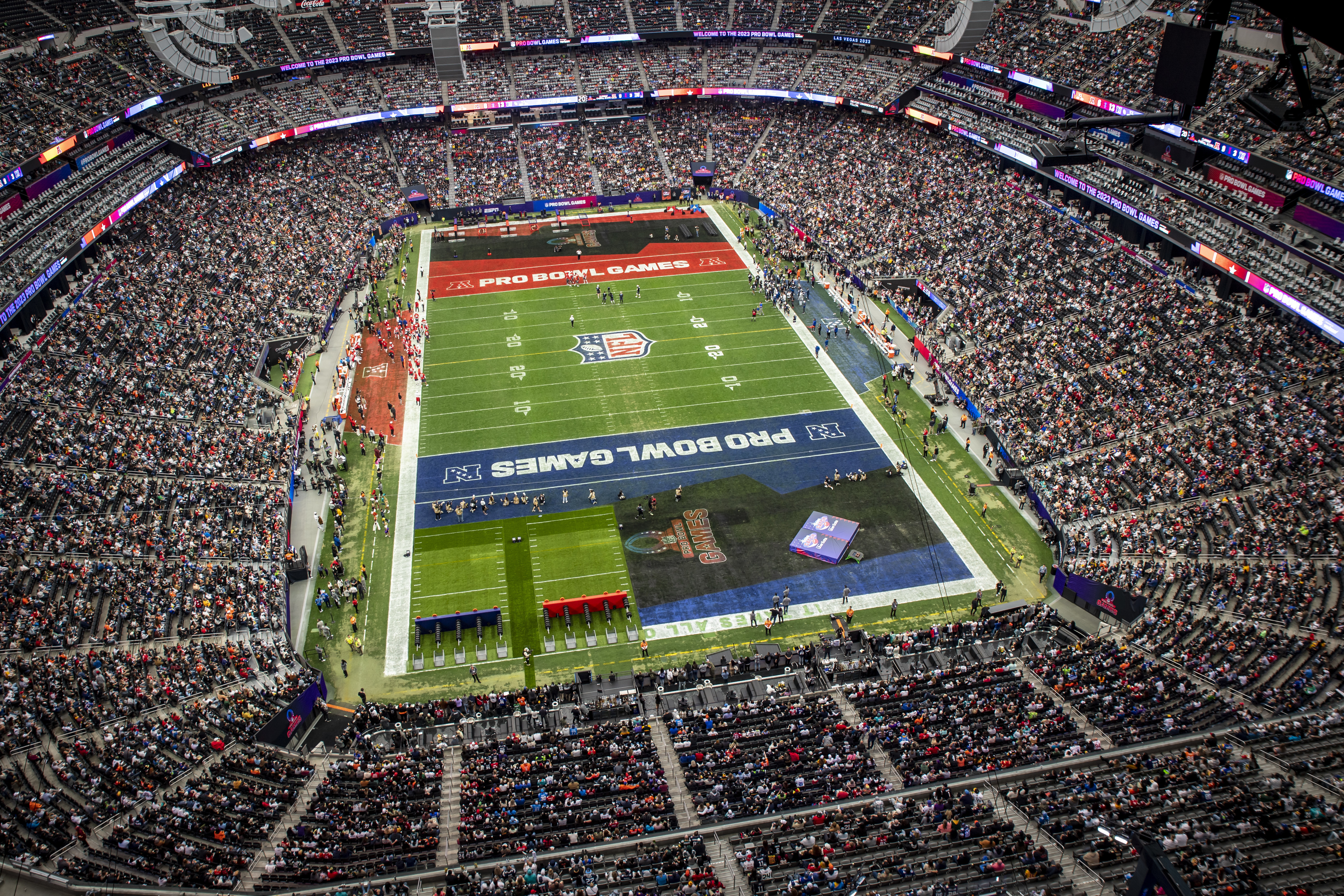
Pro Bowl Games 2023

Il 26 settembre 2022 la NFL annunciò il nuovo formato dell'evento, rinominato Pro Bowl Games, e che si sarebbe svolto per il secondo anno di fila all'Allegiant Stadium.
L'evento si è svolto tra il 2 e il 5 febbraio 2023, composto da diverse prove di abilità e concluso da tre partite di flag football, e ha visto la vittoria finale per 35-33 della squadra della NFC guidata da Eli Manning su quella dell'AFC allenata da Peyton Manning.

### Football di college

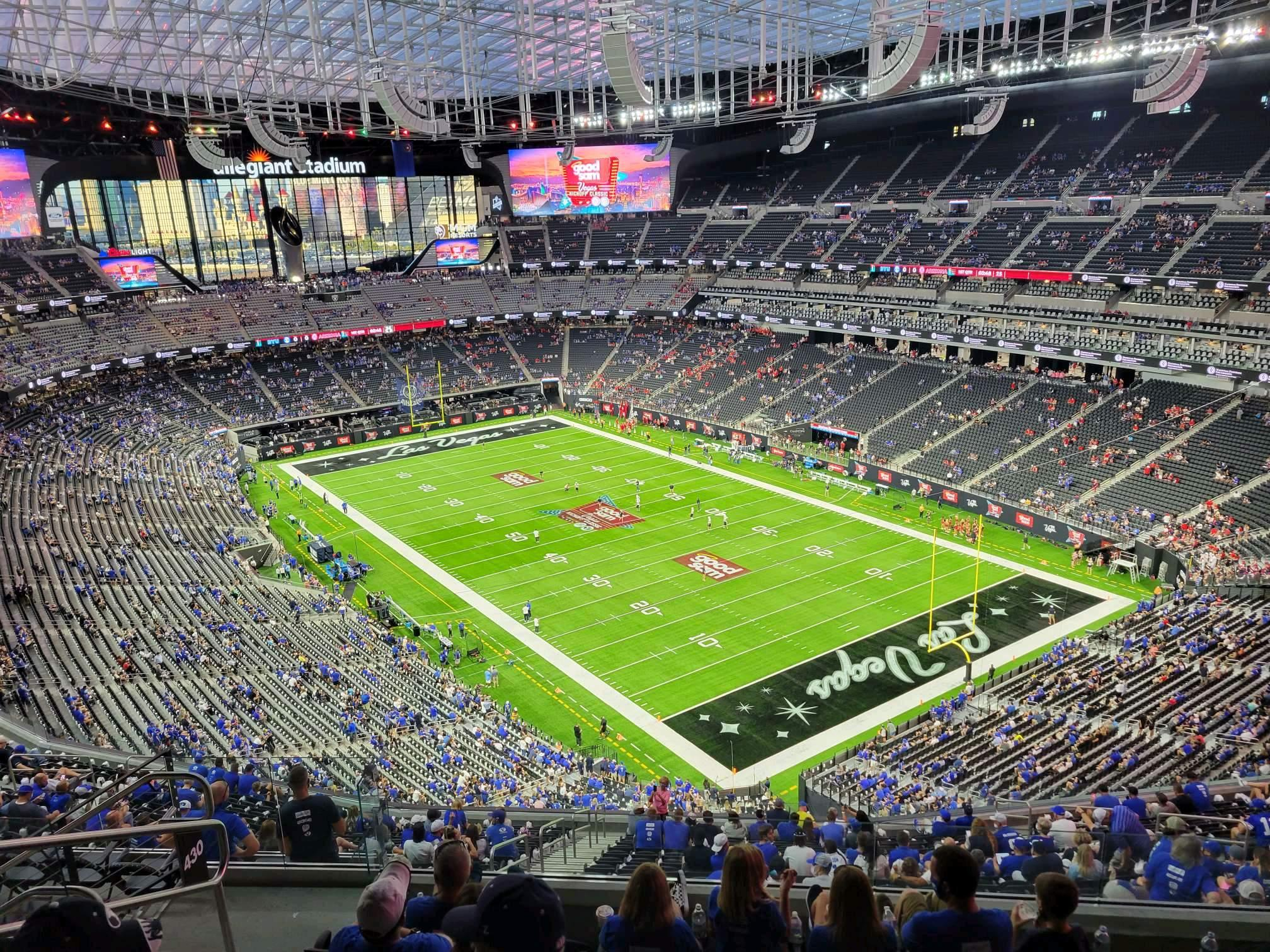
L'Allegiant Stadium durante il Vegas Kickoff Classic nel 2021

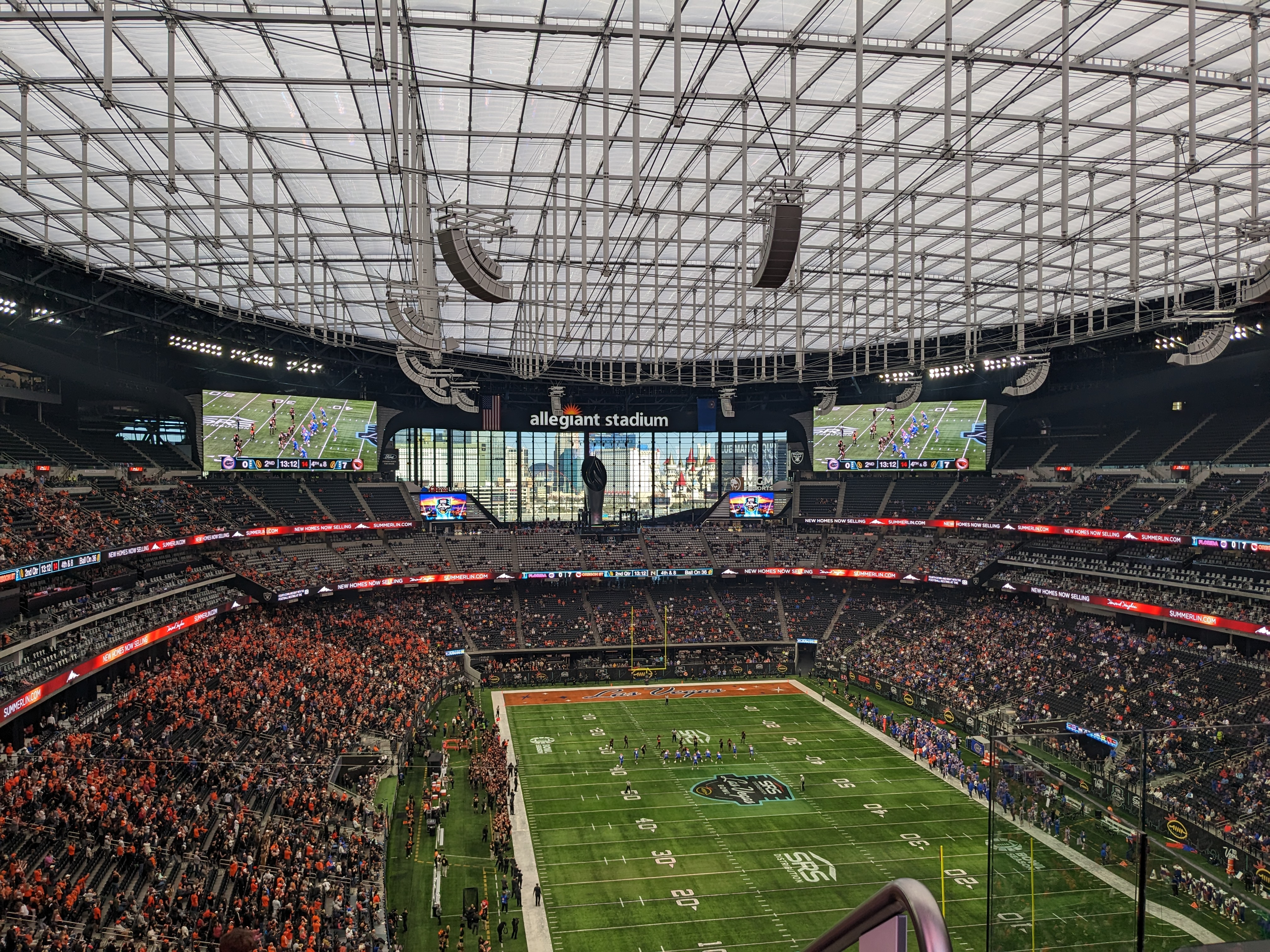
Lo stadio durante la partita del Las Vegas Bowl del dicembre 2022

Oltre alle partite di campionato dei Rebels l'Allegiant Stadium ospita altre partite di football di college.
| Data              | Evento                                   | Incontro                                      | Risultato | Spettatori |
| ----------------- | ---------------------------------------- | --------------------------------------------- | --------- | ---------- |
| 4 settembre 2021  | Vegas Kickoff Classic 2021               | BYU Cougars vs Arizona Wildcats               | 24 - 16   | 54 541     |
| 3 dicembre 2021   | Pac-12 Football Championship Game 2021   | Oregon Ducks vs Utah Utes                     | 10 - 38   | 56 511     |
| 30 dicembre 2021  | Las Vegas Bowl 2021                      | Wisconsin Badgers vs Arizona State Sun Devils | 20 - 13   | 32 515     |
| 3 febbraio 2022   | East–West Shrine Bowl 2022               | Eastern college team vs Western college team  | 24 - 25   | 14 679     |
| 8 ottobre 2022    | Shamrock Series                          | BYU Cougars vs Notre Dame                     | 20 - 28   | 62 742     |
| 2 dicembre 2022   | Pac-12 Conference Championship Game 2022 | Utah Utes vs USC Trojans                      | 47 - 24   | 61 195     |
| 17 dicembre 2022  | Las Vegas Bowl 2022                      | Florida Gators vs Oregon State Beavers        | 3 - 33    | 29 750     |
| 2 febbraio 2023   | East–West Shrine Bowl 2023               | West vs East                                  | 12 - 3    | 12 371     |
| 1º dicembre 2023  | Pac-12 Conference Championship Game 2023 | Oregon Ducks vs Washington Huskies            | 31-34     | 61 195     |
| 23 dicembre 2023  | Las Vegas Bowl 2023                      | Northwestern Wildcats vs Utah Utes            | 14-7      | 20 897     |
| 1º settembre 2024 | Vegas Kickoff Classic 2023               | USC Trojan vs LSU Tigers                      | -         | -          |

### Calcio
Il 1º agosto 2021 l'Allegiant Stadium ha ospitato la finale della CONCACAF Gold Cup 2021.
Lo stadio è stata la sede delle edizioni della Leagues Cup 2021 e 2022 tra Major Leaguee Soccer e Liga MX.
Lo stadio ha ospitato la fase finale della CONCACAF Nations League 2022-2023 con le due semifinali disputate il 15 giugno 2023 e le finali il 18 giugno 2023.
| Data              | Evento                                               | Incontro                               | Risultato   | Spettatori |
| ----------------- | ---------------------------------------------------- | -------------------------------------- | ----------- | ---------- |
| 1º agosto 2021    | Finale CONCACAF Gold Cup 2021                        | Stati Uniti vs Messico                 | 1 - 0 (dts) | 61 514     |
| 22 settembre 2021 | Finale Leagues Cup 2021                              | León vs Seattle Sounders FC            | 3 - 2       | 24 824     |
| 16 luglio 2022    | Amichevole                                           | Chelsea vs América                     | 2 - 1       | 47 223     |
| 22 luglio 2022    | Amichevole                                           | Juventus vs Guadalajara                | 2 - 0       | 31 261     |
| 23 luglio 2022    | Amichevole                                           | Real Madrid vs Barcellona              | 0 - 1       | 61 299     |
| 15 giugno 2023    | Semifinale 1 CONCACAF Nations League 2022-2023       | Panama vs Canada                       | 0 - 2       | 65 000     |
| 15 giugno 2023    | Semifinale 2 CONCACAF Nations League 2022-2023       | Stati Uniti vs Messico                 | 3 - 0       | 65 000     |
| 18 giugno 2023    | Finale 3º/4º posto CONCACAF Nations League 2022-2023 | Panama vs Messico                      | 0 - 1       | 35 000     |
| 18 giugno 2023    | Finale 1º/2º posto CONCACAF Nations League 2022-2023 | Canada vs Stati Uniti                  | 0 - 2       | 35 000     |
| 12 luglio 2023    | Semifinale CONCACAF Gold Cup 2023                    | Giamaica vs Messico                    | 0 - 3       | 29 886     |
| 30 luglio 2023    | Amichevole                                           | Manchester United vs Borussia Dortmund | 2 - 3       | 50 857     |
| 1º agosto 2023    | Amichevole                                           | Milan vs Barcellona                    | 0 - 1       | 38 986     |
| 26 giugno 2024    | Copa América 2024                                    | Giamaica vs Ecuador                    | -           | -          |
| 28 giugno 2024    | Copa América 2024                                    | Paraguay vs Brasile                    | -           | -          |
| 6 luglio 2024     | Quarti di finale Copa América 2024                   | Da def. vs Da def.                     | -           | -          |

### Rugby a 13
Nel 2024 lo stadio ha ospitato due partite di rugby a 13 organizzate dalla National Rugby League australiana. Le due gare di apertura del campionato 2024 sono state le prime della storia ad essere svolte fuori dai confini di Australia e Nuova Zelanda.
| Data         | Evento       | Incontro                            | Risultato | Spettatori |
| ------------ | ------------ | ----------------------------------- | --------- | ---------- |
| 2 marzo 2024 | NRL Kick Off | Sea Eagles vs South Sydney          | 36 - 24   | 40.746     |
| 2 marzo 2024 | NRL Kick Off | Sydney Roosters vs Brisbane Broncos | 20 - 10   | 40.746     |

### Concerti

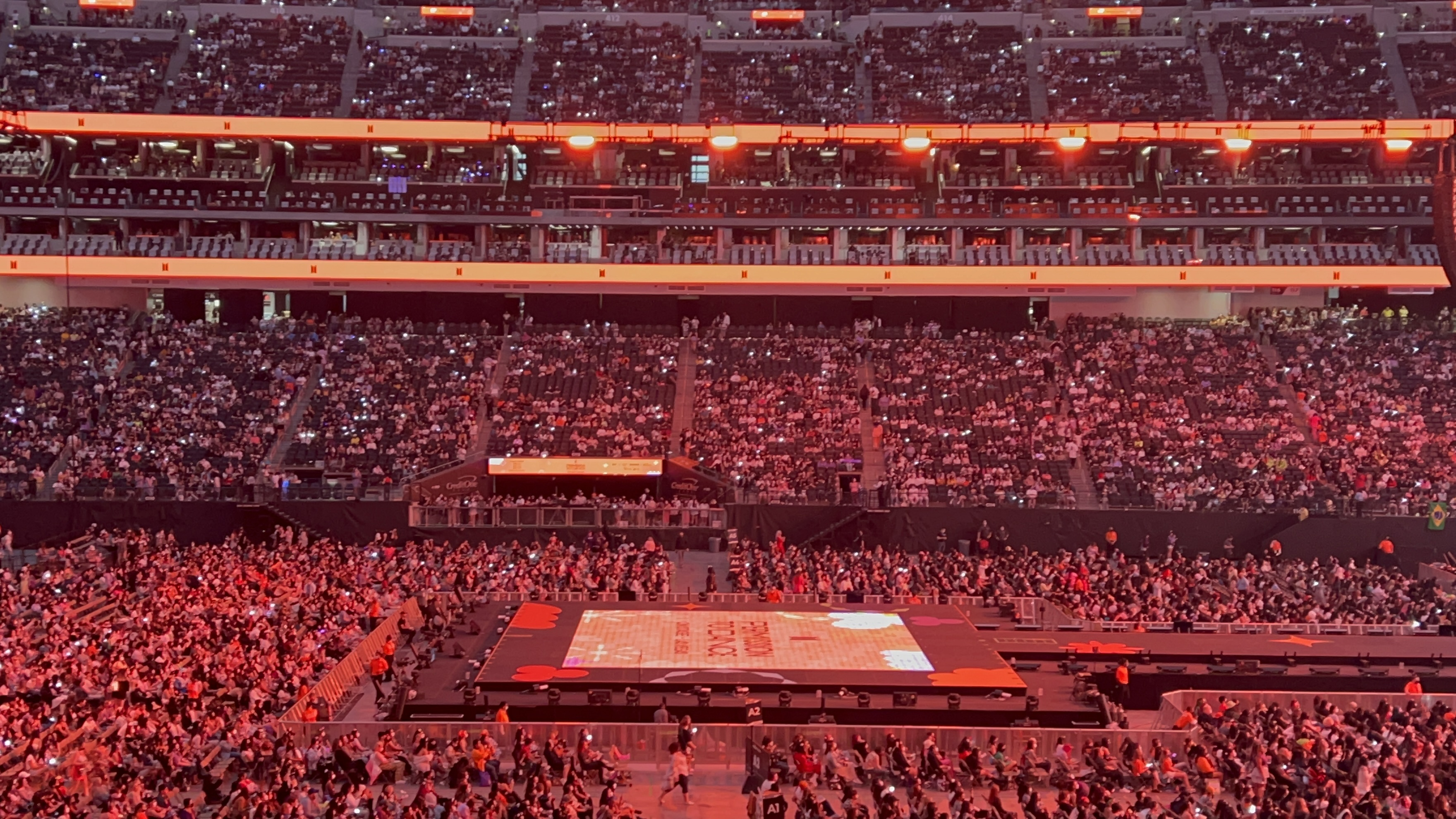
Concerto dei BTS nell'aprile 2022

L'Allegiant Stadium ospita grandi concerti di artisti statunitensi ed internazionali.
Il concerto del No Filter Tour dei The Rolling Stones che si è tenuto il 6 novembre 2021, che ha visto i Måneskin come artisti di apertura, è stato il 2º concerto dell'anno al mondo per incasso, pari a 14,8 milioni di dollari. Nel corso del 2022 l'Allegiant Stadium ha ospitato 11 concerti tra i 300 con maggior incasso al mondo, tra cui il sesto in assoluto, quello su due date di Bad Bunny che ha incasso oltre 24,3 milioni di dollari.
Secondo i dati pubblicati da Billboard per il 2023 l'Allegiant Stadium è stato il 4º stadio al mondo per introiti da concerti, con 17 eventi che hanno prodotto un ricavo poco inferiore ai 120 milioni di dollari e attirato complessivamente 725.000 spettatori, con il concerto di Beyoncé del 26 e 27 agosto 2023 che ha prodotto il maggior ricavo, con circa 26 milioni di dollari per 86.500 spettatori.
| Data                    | Artista                   | Artisti di apertura                     | Nome del Tour o del Concerto                | Spettatori | Incasso (in dollari) | Note                                                                 |
| ----------------------- | ------------------------- | --------------------------------------- | ------------------------------------------- | ---------- | -------------------- | -------------------------------------------------------------------- |
| 3 luglio 2021           | Illenium                  | 3LAU CloudNone                          | Trilogy                                     | 35 000     | N.D.                 | Primo concerto tenuto all'Allegiant Stadium                          |
| 10 luglio 2021          | Garth Brooks              |                                         | The Garth Brooks Stadium Tour               | 68 000     | 5 440 500            | Primo concerto con disponibile la massima capacità di posti (68.000) |
| 27 agosto 2021          | Guns N' Roses             | Mammoth                                 | Guns N' Roses 2020 Tour                     | 36 096     | 4 140 215            | Pubblicizzato come il "primo rock show" allo stadio                  |
| 6 novembre 2021         | The Rolling Stones        | Måneskin                                | No Filter Tour                              | 42 600     | 14 804 562           | 2º concerto del 2021 al mondo per incasso                            |
| 25 febbraio 2022        | Metallica                 | Greta Van Fleet Ice Nine Kills          | Metallica 2021–2022 Tour                    | 44 352     | 7 608 341            | [ 181 ] [ 187 ] [ 188 ]                                              |
| 26 febbraio 2022        | Billy Joel                |                                         | Billy Joel in Concert                       | 35 704     | 6 220 345            | [ 181 ] [ 189 ] [ 190 ]                                              |
| 21 marzo 2022           | OneRepublic               | Walk the Moon                           | Concerto privato per Chipotle Mexican Grill | N.D.       | N.D.                 | [ 191 ]                                                              |
| 8,9,15 e 16 aprile 2022 | BTS                       |                                         | Permission to Dance on Stage                | 200 000    | 35 900 000           | [ 192 ]                                                              |
| 7 giugno 2022           | Garth Brooks              |                                         | Concerto privato per State Farm             | N.D.       | N.D.                 | [ 193 ]                                                              |
| 6 agosto 2022           | Red Hot Chili Peppers     | The Strokes Thundercat                  | Global Stadium Tour                         | 44 045     | 8 469 298            | [ 181 ] [ 194 ]                                                      |
| 12 agosto 2022          | Los Bukis                 |                                         | Una Historia Cantada the Tour               | 37 334     | 4 579 143            | [ 181 ] [ 195 ]                                                      |
| 20 agosto 2022          | The Weeknd                | Kaytranada Mike Dean                    | After Hours til Dawn Stadium Tour           | 44 321     | 8 267 750            | [ 181 ] [ 196 ] [ 197 ]                                              |
| 9 settembre 2022        | Mötley Crüe & Def Leppard | Poison Joan Jett & the Blackhearts      | The Stadium Tour                            | 37 845     | 6 376 524            | [ 181 ] [ 198 ]                                                      |
| 10 settembre 2022       | Imagine Dragons           | Macklemore Kings Elliot                 | Mercury Tour                                | 40 262     | 3 789 234            | [ 199 ] [ 200 ]                                                      |
| 15 settembre 2022       | Grupo Firme               |                                         | Enfiestados y Amanecidos                    | 39 451     | 6 815 569            | [ 181 ] [ 201 ]                                                      |
| 23 e 24 settembre 2022  | Bad Bunny                 | Alesso                                  | World's Hottest Tour                        | 92 440     | 24 397 830           | [ 181 ] [ 202 ]                                                      |
| 1º novembre 2022        | Elton John                |                                         | Farewell Yellow Brick Road                  | 45 792     | 7 997 827            | [ 181 ] [ 203 ]                                                      |
| 24 e 25 marzo 2023      | Taylor Swift              | Beabadoobee e Gayle                     | The Eras Tour                               | 138 000    | N.D.                 | [ 204 ] [ 205 ]                                                      |
| 1º aprile 2023          | Red Hot Chili Peppers     | St. Vincent e King Princess             | Global Stadium Tour                         | 39 884     | 4 576 971            | [ 206 ]                                                              |
| 11 agosto 2023          | Karol G                   |                                         | Mañana será bonito tour                     | 31 902     | 7 212 809            | [ 207 ]                                                              |
| 18 agosto 2023          | Blackpink                 |                                         | Born Pink World Tour                        | 44 171     | 11 429 130           | [ 208 ]                                                              |
| 26 e 27 agosto 2023     | Beyoncé                   |                                         | Renaissance World Tour                      | 86 466     | 25 784 512           | [ 209 ]                                                              |
| 7 ottobre 2023          | Pink                      | Brandi Carlile, Grouplove e DJ KidCutUp | Summer Carnival                             | 54 693     | 8 969 920            | [ 210 ]                                                              |
| 23 ottobre 2023         | Ed Sheeran                |                                         | +–=÷× Tour                                  | N.D.       | N.D.                 | [ 211 ]                                                              |
| 16 marzo 2024           | Twice                     | Vcha                                    | Ready to Be World Tour                      | -          | -                    | [ 212 ]                                                              |
| 11 maggio 2024          | The Rolling Stones        | -                                       | Hackney Diamonds Tour                       | -          | -                    | [ 213 ]                                                              |
| 8 e 9 agosto 2024       | Morgan Wallen             | -                                       | One Night At A Time 2024                    | -          | -                    | [ 214 ]                                                              |
| 13 settembre 2024       | Pink                      | Sheryl Crow, The Script e DJ KidCutUp   | P!NK Summer Carnival                        | -          | -                    | [ 215 ]                                                              |
| 9 novembre 2024         | Billy Joel e Sting        |                                         |                                             | -          | -                    | [ 216 ]                                                              |
| 7 dicembre 2024         | George Strait             | Chris Stapleton e Little Big Town       |                                             | -          | -                    | [ 217 ]                                                              |

### Wrestling
| Data           | Evento          | Compagnia | Incontro principale                       | Spettatori | Note                                  |
| -------------- | --------------- | --------- | ----------------------------------------- | ---------- | ------------------------------------- |
| 21 agosto 2021 | SummerSlam      | WWE       | John Cena vs. Roman Reigns                | 51 326     | Primo evento di wrestling allo stadio |
| 19 aprile 2025 | WrestleMania 41 | WWE       | CM Punk vs. Roman Reigns vs. Seth Rollins | 61 467     | [ 219 ] [ 220 ]                       |
| 20 aprile 2025 | WrestleMania 41 | WWE       | Cody Rhodes vs. John Cena                 | 63 226     | [ 219 ] [ 220 ]                       |

### Cerimonie di premiazione
Il 7 marzo 2022 l'Allegiant Stadium ha ospitato la 57ª edizione della cerimonia di premiazione degli Academy of Country Music Awards.